# Muñoz (Nova Ecija)
Muñoz é uma cidade de quarta classe de renda da cidade na província Nova Ecija, nas Filipinas. De acordo com o censo de 1 maio  de  2020 possui uma população de 84 308 pessoas e 20 933 domicílios.